# Virectaria tenella
Virectaria tenella là một loài thực vật có hoa trong họ Thiến thảo. Loài này được J.B.Hall miêu tả khoa học đầu tiên năm 1972.